# Bajo la sombra de los almendros
Bajo la sombra de los almendros é uma telenovela mexicana, produzida pela Televisa e exibida em 1961 pelo Telesistema Mexicano.

## Elenco
- Silvia Derbez
- Guillermo Orea
- José Baviera
- Nora Veryán